# Kernekraft
Kernekraft (i daglig tale også kaldet atomkraft) betegner udnyttelsen af atomkernereaktioner til energiforsyning. Disse reaktioner foregår i en kernereaktor. Kernekraften kan i princippet skabes på to måder, nemlig enten ved fission eller ved fusion. Processen til at skabe fissionsenergi har været kendt siden 1939, og den kernekraft, der i dag produceres i mange lande verden over, bygger på fissionsprocesser. Fusionsenergi er på flere måder mere lovende, men er fortsat i dag en teknologi, der er under udvikling og dermed endnu ikke praktisk anvendelig som almen energikilde.
Kernekraft har været anvendt som energikilde til elektricitetsfremstilling siden 1950'erne. Anvendelsen voksede kraftigt i løbet af det 20. århundredes anden halvdel, men fladede ud henimod dets slutning, og den globale produktion begyndte direkte at falde efter 2010. Efter 2020 stiger den dog igen. Cirka 10 procent af verdens samlede fremstilling af elektrisk energi stammede i 2021 fra kernekraft.
Kernekraft er kontroversiel med en del folkelig og politisk modstand i en del lande. Nogle lande, herunder Danmark, har fravalgt energikilden i deres energiplanlægning, mens andre lande lægger stigende vægt på den. Blandt kernekraftens vigtigste fordele er, at den er en stabil og fleksibel energikilde, og at den er langt mere klimavenlig end fossile brændstoffer. Blandt de vigtigste bekymringer ved kernekraft er risikoen for ulykker med radioaktivt udslip eller kernenedsmeltning af kraftværkerne, problemer med den meget langvarige opbevaring af radioaktivt affald fra kernekraftværkerne og risikoen for, at kraftværkerne kan blive mål for terrorangreb. Der er desuden uenighed om, hvorvidt teknologien rent økonomisk vil kunne betale sig eller ej i fremtiden i forhold til andre energikilder.

## Begreberne kernekraft og atomkraft
Indenfor fysikken skelner man i dag mellem atomfysik, som omhandler de hele atomers struktur mv., og kernefysik, som omhandler atomkernernes struktur og atomkernereaktioner. Energien, som beskrives her i artiklen, opstår, når atomkerner manipuleres, og hører derfor under kernefysikken, og kernekraft er derfor den fagligt korrekte betegnelse og generelt brugt af fagfolk. I almindelig daglig tale anvendes dog ofte synonymet "atomkraft".

## Historie
Processen, der har muliggjort den praktiske udnyttelse af kerneenergi, var kernefission, der blev opdaget i 1939. Dens første anvendelse i større stil var atombomben over Hiroshima 6. august 1945. Efter anden verdenskrig fulgte forsøg på fredelig udnyttelse af atomkraft. Briterne igangsatte i 1956 Calder Hall (Sellafield), som regnes for det første rigtige (kommercielle) kernekraftværk i verden. Allerede i 1954 havde Sovjetunionen dog startet et kernekraftværk i Obninsk, som leverede elektricitet til det sovjetiske elnet frem til 1959. Den sovjetiske reaktor regnes dog kun for at være en prototype.
Derefter voksede kernekraftens betydning som energikilde kraftigt i nogle årtier, ikke mindst efter oliekrisen i 1973, hvor lande som Frankrig og Japan besluttede at udfase deres oliekraftværker til fordel for kernekraftværker. Henimod årtusindeskiftet fladede væksten dog ud for at blive direkte negativ efter 2010. Den samlede globale elproduktion fra kernekraft var således lidt lavere i 2021 end i topåret 2006. Kernekraftens lavere popularitet skyldes flere forhold. Anlægsomkostningerne steg således betydeligt fra 1970'erne og 1980'erne, blandt andet som følge af stigende krav til kraftværkernes sikkerhed. Desuden har faldende priser på andre energiformer gjort kernekraftindustrien mindre konkurrencedygtig. I 2021 var der i hele verden 440 kommercielle kernereaktorer i drift, som tilsammen stod for omkring 10 % af den globale elektricitetsproduktion.

## Princippet i kernekraft
Kræfterne i atomkerner er langt stærkere end kræfterne mellem atomer. Man kan derved frembringe betydeligt større mængder energi ved kerneprocesser, dvs. ændring af disse kerner, end ved kemiske processer, der ændrer forholdet mellem atomer og molekyler, som er princippet i konventionelle former for energiproduktion. Derfor er kerneenergi en potentielt meget kraftig energikilde.
En kerneproces vil skabe energi, når kernerne efterfølgende er bundet stærkere sammen, end kernerne var før processen. I såvel lette som meget tunge grundstoffer er kernerne bundet relativt svagt sammen, mens bindingen i mellemtunge grundstoffer som jern og kobber er stærkere. Det betyder, at man kan skabe kerneenergi på to forskellige måder:
- Ved fission, hvor meget tunge kerner spaltes i lettere.
- Ved fusion, hvor to lette kerner forenes til en tungere.

I begge tilfælde konverteres en del af kernens overskydende bindingsenergi (der stammer fra de stærke kernekræfter i nukleonen), dvs. masseforskellen mellem den oprindelige nukleon (eller nukleoner) og den/de resulterende nukleon/-er, til energi i form af varme, bevægelse og gammastråling i de tilfælde, hvor de resulterende kerneprodukter på grafen bevæger sig hen imod 62Ni, som har den højeste gennemsnitlige bindingsenergi per nukleon. At spalte 1 kilogram masse frigør lige så meget energi som at afbrænde 2.500 ton kul.

### Fissionsenergi
Fissionskraft skabes ved at sende en neutron ind i bestemte meget tunge kerner, hvilket bevirker, at disse spaltes i to nye kerner. Spaltningen skaber en kraftig energimængde og skaber samtidig to eller tre nye neutroner, som hver især igen kan resultere i en ny fission. På denne måde skabes en nuklear kædereaktion af fissionsprocesser. Dette er princippet i energiskabelsen både i kernereaktorer og i kernevåben. Energien manifesterer sig i varme, som fjernes fra reaktoren med et kølemiddel. I et kernekraftværk skaber varmen fra kølemidlet damp, som via en turbine genererer elektricitet.

#### Hurtige formeringsreaktorer
På engelsk Fast Breeder Reactors. Det er reaktorer, som laver fissionsklart materiale.

#### Køling
Vand bruges hyppigt til køling, men flydende metal eller gas kan også bruges. Alternativer bruges f.eks. hyppigt i hurtige formeringsreaktorer.
IAEA vedligeholder en database om sådanne reaktorer: https://aris.iaea.org/
I Oskarshamn bygges en blykølet reaktor.
I Kina har man natriumkølede reaktorer, f.eks. CFR-600.
I Kina bygges også gaskølede reaktorer, f.eks. HTR-PM600.

#### Brændselskilder
Det er kun nogle ganske bestemte få kerner, der kan bruges som basis for en fusion. De eneste, der findes fra naturens hånd, er bestemte urankerner. Den meget sjældne uran-isotop U-235 kan spaltes, mens den normale U-238 ikke kan spaltes. Ved neutronbestråling i reaktorer af U-238 kan man imidlertid skabe plutonium-239-kerner, og disse er det også muligt at spalte. Ligeledes kan man bestråle thorium-232, hvilket resulterer i spaltbare uran-233-kerner. Thorium er indtil videre kun blevet brugt i mindre skala til kraftproduktion, for eksempel i særligt designede reaktorer, såkaldte formerings-reaktorer (engelsk: Breeders).
De neutroner, som frigives ved fissionsprocesserne, er hurtige. For at få en nuklear kædereaktion til at forløbe, så må man derfor nedbremse neutronerne vha. en såkaldt neutron-moderator, som typisk består af grafit, almindeligt vand eller tungt vand. Afhængigt af reaktortypen er det også nødvendigt at berige uranet, dvs. øge andelen af U-235. Kædereaktionen holdes under kontrol ved indsætning eller udtrækning af neutronabsorberende kontrolstænger i/fra kernen.
Man bedes bemærke, at den mest udbredte atomkraft i dag (2010) hovedsageligt er baseret på uran-235. Problemet med atomkraftværker baseret på uran-235 er, at isotopen uran-235 kun udgør 0,7% af det naturlige uran – og at de rigeste (rentable og mindst CO2-svinende) kendte uranforekomster svinder hastigt ind (prognose år 2016) og prognosen er, at Jordens uranudvinding, med nuværende uran-235 forbrug og udvindingsteknikker, i 2076 (prognose) vil bruge mere energi på udvinding end udvundet energi ved fission – det kaldes urans energiafgrund. Hvis landene bygger flere atomkraftværker, vil det blot øge hastigheden mod uranenergiafgrunden.

Fissionsenergi baseret på uran kan muligvis med ét slag blive en langtidsenergikilde for Jorden, hvis man kan få lavet en holdbar og sikker hurtig formeringsreaktor. Grunden ville være, at også uran-238 kan anvendes, hvilket vil øge energiudbyttet per udvunden kg uran med mindst en faktor 50. Ydermere er det muligt, at de langtidsradioaktive tunge kerner (typisk aktinider f.eks. plutonium) også ville kunne fissioneres i reaktoren med fordelene – mere udvunden energi og ægte destruktion af langtidsradioaktiv kernekraftaffald, som i dag hober sig op Jorden rundt.

### Fusionsenergi
Fusionskraft betegner energiforsyning, som bygger på sammensmeltning af lette atomkerner, eksempelvis deuterium eller tritium. Mens kernekraft byggende på fission er en for længst etableret teknologi, støder man ved fusionskraft på den hindring, at man skal overvinde den elektriske frastødning mellem kernernes protoner for at sammensmelte dem. Det kræver en ekstremt høj temperatur (mange millioner grader). Den indtil videre eneste sammenhæng, hvor kerneenergi fra fusionsprocesser er anvendt, er brintbomber (termonukleare våben).
I Solen og andre stjerner sker fusionsprocesser ved en temperatur af størrelsesorden 1 million kelvin, og selv om der er gjort ihærdige bestræbelser på at realisere kold fusion, er opvarmning af fusionbrændslet vha. elektromagnetiske felter fortsat den foretrukne angrebsvinkel. Alternative strategier inkluderer fokusering af laserstråler på små dråber kernebrændsel (laserstrålernes mission er at skabe stort tryk og høj temperatur) og myon-katalyseret fusion (ved udskiftning af atomernes elektroner med de tungere myoner opnår man at gøre atomets radius mindre, hvorved atomkernerne lettere kan bringes tæt på hinanden).
Prognosen for hvor lang tid det radioaktive affald fra fusion vil være farligt, estimeres til kun at være 50 år – og 100 år for det længstlivede radioaktive affald. Efter 300 år vil radioaktiviteten være sammenlignelig med kulaske.

Det er en af grundene til, at fusionsenergi ser væsentlig mere interessant ud end fissionsenergi.
Det er endnu ikke lykkedes at skabe en fusionsreaktor, der frembringer mere energi, end den forbruger i processen. USA, Japan, Rusland, Canada, Sydkorea og EU samarbejder i projektet ITER (International Thermonuclear Experimental Reactor) om at udvikle prototypen på en fusionsreaktor, der skal være netto-energifrembringende. Projektet har dog været udsat for mange forsinkelser og forventes ikke at komme i egentlig drift før i 2027. Kommercielt rentabel fusionsenergi forventes ikke at kunne skabes på denne side af 2050.

## Debat om kernekraft som energikilde
Kernekraft har i perioder været mødt af betydelig folkelig modstand i mange lande. Indvendingerne mod kernekraft går ikke mindst på risikoen for reaktorhavari og deraf følgende forurening af omgivelserne med radioaktive isotoper, og på det uløste opbevaringsproblem, som opstår, når man skal deponere de udbrændte, men fortsat radioaktive brændselsstave. Et argument for atomkraft, som har spillet en stigende rolle siden 2010'erne, er, at det er langt mere klimavenligt end afbrænding af fossile brændstoffer, som i dag står for en stor del af verdens elproduktion. Samtidig er det en mere stabil og fleksibel energikilde end solenergi og vindenergi, hvor produktionen svinger i takt med vejret. Økonomiske argumenter, der går på, om kernekraft er billigere eller dyrere end de mest nærliggende alternativer, anvendes af både tilhængere og modstandere.

### Ulykker
Frygt for større ulykker i form af et uheld, svigtende funktioner o.l. på et kernekraftværk i drift, der medfører skader på mennesker og øvrige omgivelser, evt. i form af radioaktivt udslip eller en direkte nedsmeltning af reaktoren, har været et vigtigt diskussionsemne, siden de første kommercielle kernekraftværker blev opført i 1950'erne, og bidrager til meget af den folkelige modstand imod kernekraft. Der rapporteres hvert år om fejl og uheld ved kernereaktorer, hvor langt de fleste dog er af en mindre alvorlig karakter. På den internationale INES-skala bliver ulykker klassificeret fra 1 til 7 med 7 som det alvorligste. Siden skalaens indførelse er der blevet rapporteret ni reaktorulykker, der havde et niveau over 3 på INES-skalaen. Tre af disse blev karakteriseret som "meget alvorlige". Kun få ulykker har umiddelbart medført dødsfald, men de langsigtede konsekvenser af radioaktivt udslip er usikre. De fem vigtigste ulykker registreret på INES-skalaen er:
- 1957: Kysjtym-ulykken på Majak-anlægget i det daværende Sovjetunionen, hvor der var et stort radioaktivt udslip (INES 6)
- 1957: Windscale-ulykken, også kendt som Sellafield-ulykken, i Storbritannien, hvor en brand medførte et radioaktivt udslip (INES 5)
- 1979: Three Mile Island-ulykken ved Harrisburg i USA, hvor en operatørfejl førte til tab af kølemiddel og en delvis kernefysisk nedsmeltning (INES 5)
- 1986: Tjernobylulykken i Ukraine i det daværende Sovjet, hvor overophedning medførte en kernefysisk nedsmeltning og store radioaktive udslip (INES 7)
- 2011: Fukushima-ulykken i Japan, hvor anlægget blev ødelagt af en tsunami med en efterfølgende kernefysisk nedsmeltning (INES 7)

### Affaldsproblemer
Et ofte fremførte kritikpunkt omkring kernekraft er affaldsproblemet. Radioaktivt affald fra kernekraftværker kan være et alvorligt forureningsproblem og medføre sundhedsfare, hvis det ikke opbevares forsvarligt. Den endelige opbevaring af sådant materiale skal derfor ske under stabile og sikre forhold i meget lange tidsrum, helt op til 100.000 år. Deponeringsproblemet har derfor været undersøgt omfattende i tidens løb. Løsningsforslagene omfatter opbevaring i skakter i dybe geologiske formationer, i borehuller i jorden, i fjelde, havdyb eller verdensrummet. Transmutation indebærer en omdannelse af det mest langlivede affald til materiale med kortere halveringstid. Denne metode er dog endnu kun under udvikling, og der formodes at gå mange år, inden den vil blive kommercielt anvendelig. Det kan også tænkes, at nogle af dagens affaldsprodukter i fremtiden kan blive anvendt som brændsel af fremtidens mere avancerede (fjerdegenerations eller højere) reaktorer. Udover kortere opbevaringstid vil sådan en løsning også medføre en højere energiudnyttelse af uranen. Endnu har de færreste lande en klar strategi for, hvordan de vil slutbehandle deres radioaktive affald.

### Frygt for terrorisme
Modstandere har fremført, at kernekraft er sårbar overfor terrorangreb mod kraftværkerne, og at produktionen medfører en risiko for en illegal omsætning og spredning af plutonium, der vil kunne bruges til at fremstille atomvåben.

### Klimapåvirkning
I forhold til CO2-udledninger er der som for alle brændsler et energiforbrug ved udvinding, oparbejdning og fremstilling af det atombrændsel, der anvendes i reaktoren. Dette energiforbrug er afhængigt af kvaliteten og arten (geologien) af malmen. Nogle forventer at dette CO2 forbrug stiger, efterhånden som der må gås over til at udvinde malm af stadig lavere kvalitet. Ud fra en livscyklusanalyse-betragtning er kernekraft derfor, ligesom hovedparten af alle energikilder i dag, ikke en helt CO2-fri energikilde. I nedenstående tabel vises resultaterne fra forskellige undersøgelser i tidens løb, som sammenligner livscyklus-udledningen fra forskellige teknologier til elektricitetsfremstilling. I den nyeste rapport i tabellen, udarbejdet af FN's Økonomiske Kommission for Europa i 2022, har kernekraft på linje med de bedste resultater for solceller og landvindmøller et meget lavt CO2-aftryk (ca. 6 gram CO2-ækvivalenter pr. kWh), også når man tager livscyklen med i betragtning. Da CO2-aftrykket pr. kWh i mange tilfælde afhænger kraftigt af regionale forhold, er der i dette studie stor spredning for en række af energiteknologierne i tabellen.
| Teknologi v               | CO2-ækvivalenter 1995 gCO2/kWh | CO2-ækvivalenter 2006 gCO2/kWh | CO2-ækvivalenter 2008 gCO2/kWh | CO2-ækvivalenter 2010 gCO2/kWh | CO2-ækvivalenter 2022 gCO2/kWh |
| ------------------------- | ------------------------------ | ------------------------------ | ------------------------------ | ------------------------------ | ------------------------------ |
| Kul                       | 1100                           |                                | 800-1000                       | 450                            | 751-1095 (med CCS: 147-469)    |
| Olie                      | 800                            |                                | 650                            |                                |                                |
| Gas                       | 850                            |                                | 500                            |                                | 403-513 (med CCS: 92-220)      |
| Biomasse                  | 75                             |                                | 25-93                          |                                |                                |
| Solceller                 | 155                            |                                | 35                             | 30                             | 8-83                           |
| Koncentreret solkraft/CSP |                                |                                |                                | 10                             | 27-122                         |
| Bølgeenergi               |                                |                                | 25-50                          | 50                             |                                |
| Tidevandsenergi           |                                |                                |                                | 45                             |                                |
| Vandkraft (dæmninger)     | 205                            |                                | 10-30                          | 55                             |                                |
| Vandkraft (floder)        |                                |                                | <5                             |                                | 6-147                          |
| Geotermisk energi         |                                |                                |                                | 30                             |                                |
| Vind                      | 43                             |                                | 5                              | 10                             | Land:7,8-16; hav: 12-23        |
| Kernekraft                | 20                             | 90-140                         | 5                              | 115                            | 5,1-6,4                        |

### Økonomisk lønsomhed
En vigtig problemstilling er lønsomheden (rentabiliteten) af atomkraft, altså hvordan driftsøkonomien er i forhold til andre sammenlignelige energikilder. Der kan desuden være politiske omkostninger, der bør tages med i regnestykkerne, herunder potentielle problemer med andre lande som følge af kernekraftudbygning. Kernekraftens driftsøkonomi er anderledes end kraftværker med fossile brændsler, fordi anlægsudgifterne ved kernekraftværker er højere, ikke mindst som følge af omfattende sikkerhedsforanstaltninger, mens de løbende brændstofudgifter er lavere. Der kan dog også være betydelige og langvarige udgifter forbundet med opbevaring af det resulterende atomaffald. Det tager desuden meget lang tid at iværksætte et kernekraftværk - i Europa op mod 10 år. I 2022 konkluderede en rapport skrevet af 16 forskere fra fem danske universiteter, at moderne vesteuropæiske atomkraftværker var op til fem gange så langvarige at opføre og omkring dobbelt så dyre pr. kilowatttime som moderne danske vindmøller og solcelleanlæg, når man inddrog alle relevante omkostninger. Andre forskere pegede dog på, at tidligere undersøgelser havde givet et andet billede. En hollandsk rapport fra 2020 vurderede således, at havvindkraft var dyrere end kernekraft.

### Andre miljøpåvirkninger
Modstandere af kernekraft fremfører, at kernekraft kan forøge risikoen for stråleskader og lokal forurening, blandt andet via kølevandet. Kølevandet kan desuden have lokale miljøvirkninger som følge af, at det varmes op ved brug og efterfølgende kan påvirke livet, når det slippes ud i vandløb eller hav. Der er også afledte miljøvirkninger i forbindelse med udvindingen af uran til brug som kernebrændsel, som svarer til miljøpåvirkninger ved andre former for minedrift.

## Kernekraft i Danmark
Danmark har aldrig indført kernekraft. Fremtidig brug af kernekraft indgik i energiplanlægningen, der opstod i 1970'erne efter oliekrisen i 1973, men efter folkelig modstand i 1970'erne blev kernekraft et belastet emne i den offentlige debat, og landet skiftede kurs. I 1985 vedtog Folketinget, at kernekraft ikke måtte indføres i Danmark.